# Erfa-gruppe
En erfa-gruppe er en mindre gruppering, hvori erhvervsfolk samles omkring en fælles faglig interesse, med det formål at udvikle sig fagligt gennem erfaringsudveksling og videndeling. "Erfa" er en forkortelse af "erfaring". 
Erfa-grupperne har forskellige målgrupper og nogle er mere snævre end andre. Dansk Kommunikationsforening har bl.a. en ERFA-Gruppe om ulandskommunikation, som henvender sig til professionelle kommunikationsfolk, som brænder for koblingen mellem ulandsstof og kommunikation.
ERFA grupper findes også inden for FDDB (Foreningen af Danske DøvBlinde) hvor man tilstræber at have disse grupper fordelt geografisk i Danmark således at man som medlem af FDDB, uanset hvor man bor i landet; kan komme til minimum et månedligt ERFA møde hvor man kan udveksle ERFAringer med andre med dette dobbelte sansetab. Lederen af den enkelte gruppe arrangerer møderne hvor der også ofte er foredrag af forskellig slags. ERFA-lederen opretholder kontakten til medlemmerne, tager imod tilmeldinger til møderne og sørger for transport til og fra møderne for dem som har behov for det.